# Stimson-Python
Der Stimson-Python (Antaresia stimsoni), auch Stimsons Python, ist eine Art aus der Gattung Antaresia in der Familie der Pythons (Pythonidae).

## Merkmale
Der Stimson-Python hat einen länglichen, kaum vom Hals abgesetzten Kopf. Kopf- und Körperoberseite sind braun mit dunkleren, großen Flecken, die auf dem Körper paarig sind und teilweise auf die Körperseiten übergreifen, so dass sich ein gebändertes Erscheinungsbild ergibt. Die Bauchseite ist cremefarben bis weiß. Färbung, Zeichnungsmuster und Pholidose variieren stark innerhalb des Verbreitungsgebietes. Erwachsene Exemplare werden durchschnittlich 70 bis 80 cm lang, die Maximallänge liegt bei 140 cm.
Die Pholidose variiert im Verbreitungsgebiet stark. An den großen Frontalschild grenzt je Kopfseite ein Supraokularschild. Ein Paar Internasalschilde und ein bis drei Paare Präfrontalia sind vorhanden. Das einzelne Paar Parietalschilde ist gelegentlich von ein bis drei Interparietalschilden geteilt. 4 bis 18 Lorealschilde und zwei bis drei Präokularschilde sind vorhanden. Das Maul ist von 10 bis 15 Supralabialschilden und 11 bis 16 Infralabialschilden umgeben. Der Rumpf weist 30 bis 47 Reihen glatter Schuppen in seiner Mitte, 243 bis 302 Ventralschilde und 30 bis 45 meist geteilte Subkaudalschilde und einen ungeteilten Analschild auf.
Zuweilen werden zwei Unterarten unterschieden, von denen die östliche A. s. orientalis eine kräftigere Körperzeichnung aufweist und eine geringere Zahl von Schuppen und Schilden in der Rumpfmitte aufweist als die Typusunterart A. s. stimsoni.

## Verbreitung und Lebensraum
Der Stimson-Python hat das größte Verbreitungsgebiet aller australischen Pythons. Die Art findet sich von der Westküste über eine Reihe vorgelagerter Inseln bis in den Großteil des australischen Inlands und fehlt nur im nördlichen, östlichen und südlichen Küstenbereich. A. s. stimsoni findet sich dabei in Westaustralien von Perth bis zur Pilbara-Region, A. s. orientalis im Rest des Verbreitungsgebiets.
Zuweilen kommt es zu Bastardisierungen mit Antaresia childreni und Antaresia maculosa.
Die Art kommt in unterschiedlichen Habitaten, von Berghängen über Ebenen bis zu Buschland, vor und hält sich bevorzugt in Felsspalten und Höhlen auf.

## Lebensweise
Der Stimson-Python ist vorwiegend nachtaktiv und jagt Amphibien, Echsen, Vögel, Fledermäuse sowie andere Kleinsäuger. Im australischen Frühjahr legen die Weibchen bis zu zehn zu einem Gelege verklebte Eier, aus denen nach 51 bis 70 Tagen die 25 bis 30 cm langen Jungen schlüpfen.